# Golczewo Pomorskie
Golczewo Pomorskie – nieczynna stacja kolejowa w Golczewie, w województwie zachodniopomorskim, w Polsce.